# Questionário de triagem para transtorno comportamental do sono REM
O questionário de Triagem de Distúrbios Comportamentais do Sono REM (RBDSQ) é um questionário clínico, específico para a triagem de transtorno comportamental de movimento rápido dos olhos (RBD) desenvolvido por Stiasny-Kolster e equipe, para avaliar as características clínicas mais proeminentes do RBD. É um instrumento de autoavaliação do paciente com 10 itens e perguntas curtas que demandam respostas dicotómicas, 'sim' ou 'não'. A validade do questionário foi estudada por pesquisadores e eles observaram que ele apresentou alta sensibilidade e especificidade razoável no diagnóstico de RBD.

## Aplicação
O RBDSQ pode ser um instrumento clínico útil de triagem para alguns distúrbios neurodegenerativos, como α-sinucleinopatias, doença de Parkinson ou atrofia multissistêmica, contribuindo para um diagnóstico precoce e também possibilitando o recrutamento de pessoas com RBD necessárias para estudos de pesquisa sobre o tema.

## Estrutura
O RBDSQ contém um conjunto de 10 itens que devem ser respondidos com "sim" ou "não". Os itens 1 a 4 abordam a frequência e o conteúdo dos sonhos e sua relação com os movimentos e comportamentos noturnos. O item 5 pergunta sobre automutilação e lesões do parceiro na cama. O item 6 consiste em quatro subitens que avaliam o comportamento motor noturno de forma mais específica, por exemplo, perguntas sobre vocalização noturna, movimentos bruscos dos membros, movimentos complexos ou itens de cama que caíram. Os itens 7 e 8 tratam dos despertares noturnos. O item 9 foca no sono perturbado em geral e o item 10 na presença de qualquer distúrbio neurológico. A pontuação total máxima do RBDSQ é 13 pontos.

## Links externos
- «REM Behavior Disorder and Sleep». Consultado em 23 de abril de 2014
- Gagnon, JF; Postuma, RB; Mazza, S; Doyon, J; Montplaisir, J (maio de 2006). «Rapid-eye-movement sleep behaviour disorder and neurodegenerative diseases.». Lancet Neurology. 5 (5): 424–32. PMID 16632313. doi:10.1016/S1474-4422(06)70441-0
- Olson, EJ; Boeve, BF; Silber, MH (fevereiro de 2000). «Rapid eye movement sleep behaviour disorder: demographic, clinical and laboratory findings in 93 cases.». Brain: A Journal of Neurology. 123 (2): 331–9. PMID 10648440. doi:10.1093/brain/123.2.331
- Ahmed, Syed M S. «REM Sleep Behavior Disorder». Consultado em 23 de abril de 2014